# Dom Zorka Jelinčiča na Črni prsti
Dom Zorka Jelinčiča na Črni prsti je slovenska planinska postojanka v Julijskih Alpah. Dom stoji tik pod vrhom Črne prsti (nmv 1844 m) s pogledom na Baško grapo.

## Zgodovina
PD Most na Soči je v planinski dom preuredilo nekdanjo italijansko stražnico. Dom je bil odprt 20. avgusta 1954. 
Jeseni leta 1959 je dom prevzelo PD Podbrdo. Obnovo in nadgradnjo koče je društvo planiralo že ob prevzemu. Ustanovili so gradbeni odbor, ki je sklenil, da bodo dela izvedena v dveh fazah. Prva je bila zaključena 4. septembra 1960. Že leta 1961 je odbor začel s pripravami za nadgradnjo za eno nadstropje. Dela so potekla pet let. V tem času so iz doline na vrh gore prinesli na svojih hrbtih in na konjih ves gradbeni material in opremo. Pri gradnji so opravili preko 3000 ur prostovoljnega dela. Akcijo je finančno podprla PZS, različna podjetja in zadruge. Leta 1965 je bilo dograjeno nadstropje ter postavljen bivak z zimsko sobo. Zaključek je društvo praznovalo 7. avgusta 1966. 
V skladu s sklepom, sprejetim na posvetu planinskih društev Primorske v Podbrdu 10. oktobra 1965, je bila tega dne koča poimenovana v »Planinski dom Zorka Jelinčiča na Črni prsti«. Zorko Jelinčič (1900-1965) je bil zaslužen primorski borec in planinec.
Pred tem je bila na območju Črne prsti od leta 1894 do 1944 le Koča za Liscem, na Bohinjski strani gore.

## Opis
V gostinskem prostoru je 56 sedežev in točilni pult, ogrevajo ga pečjo. V 5 sobah je 10 postelj, na dveh skupnih ležiščih pa lahko prenoči 40 planincev. V zimski sobi sta dve ležišči in štedilnik (gorivo je treba prinesti s seboj.). Dom ima WC, voda je kapnica. Elektriko za razsvetljavo probivajo s pomočjo agregata in sončne celice, imajo tudi radijsko zvezo.
Dom je odprt od konca junija do sredine septembra, v zimskem času je zaprt, na voljo je bivak v zimski sobi.

## Razgled
Razgled izpred doma Zorka Jelinčiča je obsežen predvsem proti jugu, vzhodu in zahodu. Za preostanek je treba stopiti na vrh Črne prsti. Proti vzhodu vidimo greben Spodnjih Bohinjskih gora, za njimi Ratitovec, še dlje pa vrhove Kamniških Alp. Od vzhoda proti jugu sega pogled od Škofjeloškega pogorja z Blegošem do Porezna in Kojce. Tik pod domom je Baška grapa s Podbrdom ter južne strmali Spodnjih Bohinjskih gora nad dolinama Bače in Koritnice. Dalje seže pogled na Idrijsko hribovje in Trnovski gozd, še dlje pa na Nanos, Javornike in Snežnik. Proti zahodu se raztezajo Spodnje Bohinjske gore, v ozadju se vidi značilna oblika Krna, levo Matajur. Ob dobri vidljivosti se vidi tudi Furlansko nižino in Jadransko morje. Če stopimo na vrh Črne prsti se proti severu pogled ustavi na Bohinjski kotlini z jezerom, na Komni in vrhovih nad njo, vidi se Pokljuka in vrhovi od Tosca do Debele peči, Karavanke v ozadju, nad vsem pa kraljuje skupina Julijcev s Triglavom.

## Dostopi
Navedena je večina označenih planinskih poti:
- Dom dr. Janeza Mencingerja - Črna prst (mimo Orožnove koče na planini za Liscem) 2 h 45 min (Lahka pot)
- Dom dr. Janeza Mencingerja - Črna prst (Čez planino za Črno goro) 3 h 15 min (Lahka pot)
- Kocenpohar - Črna prst 2 h 45 min (Lahka pot)
- Planina Razor - Črna prst (Pot čez Vogel in Rodico) 7 h (Zahtevna pot)
- Vrh Bače - Črna prst 2 h 45 min (Lahka pot)
- Podbrdo - Črna prst 3 h (Lahka pot)
- Kal - Črna prst 2 h 30 min (Lahka pot)

## Prehodi do drugih planinskih koč
- Koča na planini Razor (1315 m), po SPP, 7.00 h (Lahka pot)
- Dom na Poreznu (1585 m), po SPP, 6.00 h
- Krekova koča na Ratitovcu (1642 m), 7.00 h (Lahka pot)
- Orožnova koča na Planini za Liscem (1346 m), 1.00 h (Lahka pot)
- Koča na Petrovem Brdu (904 m), po SPP, 2.45 h (Lahka pot)
- Planinska koča Merjasec na Voglu (1535 m), 5.00 h (Lahka pot)

## Vzponi na bližnje vrhove
- Rodica (1964 m), 2.00 h (Lahka pot)
- Vogel (1978 m), 5.00 h (Lahka pot)
- Kobla (1498 m), 2.30 h (Lahka pot)
- Možic (1603 m), 4.15 h (Lahka pot)

## Tovorna žičnica
Takratni predsednik planinskega društva Podbrdo, Peter Čufer, je leta 1975 podal pobudo o izgradnji tovorne žičnice iz Stržišč na vrh gore. Že 3. avgusta 1975 so pričeli s prvimi pripravami. Določili so traso, izmerili njeno dolžino, ki je pri višinski razliki 1054 m znašala 2196 m in predvideli nosilnost 250 kg. Že jeseni je društvo odkupilo zemljišče, spomladi pa pričelo z deli. 3. avgusta 1976 so na goro potegnili prvi voziček, napolnjen z materialom za oskrbovanje koče. Naslednje leto so na vrhu gore postavili še leseno brunarico in pod njeno streho spravili motor za žičnico. Tovorna žičnica se še danes vozi iz Stržišč na Črno prst tako kot je bila zasnovana pred štiridesetimi leti.